# Arturo Alessandri
Arturo Fortunato Alessandri Palma (americká španělština: [aɾˈtuɾo aleˈsandɾi ˈpalma]; 20. prosince 1868 – 24. srpna 1950) byl chilský politik a reformátor, který sloužil třikrát jako prezident Chile, nejprve od roku 1920 do roku 1924, pak od března do října 1925 a nakonec od roku 1932 do roku 1938.

## Mládí
Arturo Alessandri byl synem Pedra Alessandriho Vargase a Susany Palmy Guzmán. Jeho dědeček, Pietro Allesandri Tarzi, byl italský přistěhovalec z Toskánska, který přišel do Chile z Argentiny. Alessandriho otec, Pedro, se stal hlavou rodiny ve věku 19 let; v době Alessandriho narození provozoval panství v Longaví. Ve věku 12 let byl Alessandri zapsán na Sacred Hearts High School, kde studovali jeho bratři a otec.
Ve věku 20 let začal Alessandri studovat práva na Chilské univerzitě. V roce 1891, během studií, se podílel na výrobě novin La Justicia, které byly proti tehdejšímu prezidentovi José Manuelu Balmacedovi. Po promoci v roce 1893 se Alessandri oženil s Rosou Ester Rodríguez Velasco, se kterou měl 9 dětí.
V roce 1897 Alessandri zahájil svou politickou kariéru, stal se členem Liberální strany a zástupcem Curicó, křesla, které si udržel téměř 20 let. V roce 1915, již aspirující na prezidentský úřad, Alessandri vyzval senátora provincie Tarapacá, Artura del Ría; získal těžce vybojované vítězství, odkud si vysloužil přezdívku „León de Tarapacá“ (Lev z Tarapacá).
V roce 1920 byl Alessandri kandidátem Liberální strany na prezidenta, když těsně porazil svého oponenta Koaliční strany Luise Barrose Borgoña. Projevy ve prospěch dělnické třídy Alessandri znepokojil chilské konzervativce, kteří cítili, že jejich zájmy jsou ohroženy. Vzhledem k tomu, že opozice ovládala Národní kongres, Alessandri upřednostňoval posílení výkonné moci, která postrádala politickou váhu před kongresem (parlamentní éra).